# Procapra
Procapra is een geslacht van echte antilopen. De wetenschappelijke naam van het geslacht werd in 1846 gepubliceerd door Brian Houghton Hodgson.

## Soorten
Er worden 3 soorten in dit geslacht geplaatst:
- Procapra gutturosa – Mongoolse gazelle
- Procapra picticaudata – Tibetaanse gazelle
- Procapra przewalskii – Chinese steppegazelle